# Beringin Datar
Beringin Datar is een bestuurslaag in het regentschap Bengkulu Selatan van de provincie Bengkulu, Indonesië. Beringin Datar telt 445 inwoners (volkstelling 2010).